# MindsEye
MindsEye — компьютерная игра в жанре приключенческого экшена 2025 года, разработанная компанией Build a Rocket Boy и изданная IO Interactive. В игре игроки берут на себя управление Джейкобом Диасом (Алекс Эрнандес), бывшим солдатом с таинственным нейронным имплантатом, известным как MindsEye. Страдая от потери памяти и воспоминаний, он направляется в вымышленный пустынный мегаполис Редрок (по мотивам Лас-Вегаса), где он намерен раскрыть секреты этого имплантата.
Игра была выпущена для PlayStation 5, Windows и Xbox Series X/S 10 июня 2025 года. Она получила в основном негативные отзывы критиков.

## Игровой процесс
MindsEye — игра в жанре action-adventure с видом от третьего лица, с линейным повествованием и псевдооткрытым миром в стиле Mafia: Definitive Edition. Основной игровой локацией выступает город Редрок.
Будучи частью платформы создания игр Everywhere, MindsEye позволяет игрокам добавлять пользовательский контент в игровой мир и создавать собственные материалы с помощью встроенных инструментов. Заместитель игрового директора Адам Уайтинг сравнил игру с пользовательскими серверами Minecraft. Ресурсы из MindsEye также могут использоваться в других элементах платформы Everywhere.

## Отзывы критиков
| Сводный рейтинг       | Сводный рейтинг        |
| Агрегатор             | Оценка                 |
| --------------------- | ---------------------- |
| Metacritic            | PC: 38/100 PS5: 28/100 |
| OpenCritic            | 4 %                    |
| Иноязычные издания    |                        |
| Издание               | Оценка                 |
| Edge                  | 3/10                   |
| Eurogamer             | [ 9 ]                  |
| GameSpot              | 3/10                   |
| GamesRadar+           | [ 11 ]                 |
| IGN                   | 4/10                   |
| The Guardian          | [ 13 ]                 |
| Русскоязычные издания |                        |
| Издание               | Оценка                 |
| StopGame.ru           | «Мусор»                |

Согласно агрегатору рецензий Metacritic, MindsEye получила в целом отрицательные отзывы критиков и на момент первой недели после релиза имела самый низкий балл среди всех игр на сайте. По данным OpenCritic, только 4 % критиков рекомендовали игру.
Люк Рейли из IGN охарактеризовал её как «просто не готовую к релизу», а Ричард Уэйклинг из GameSpot назвал игру «жёсткой и неумолимо скучной». Кристиан Донлан из The Guardian выразил более положительное мнение, отметив, что, несмотря на «все её недостатки», ему «редко не нравилось в неё играть».
Игра также получила в основном отрицательные или смешанные отзывы от пользователей в Steam.
27 мая 2025 года во время сессии вопросов и ответов в Discord со-генеральный директор Build a Rocket Boy Марк Герхард заявил, что негативная реакция на игру до её выхода была частью оплаченной кампании, организованной третьей стороной с целью согласованной дискредитации как самой игры, так и студии. Однако позднее генеральный директор IO Interactive Хакан Абрак опроверг утверждения Герхарда.